# 本田恒之

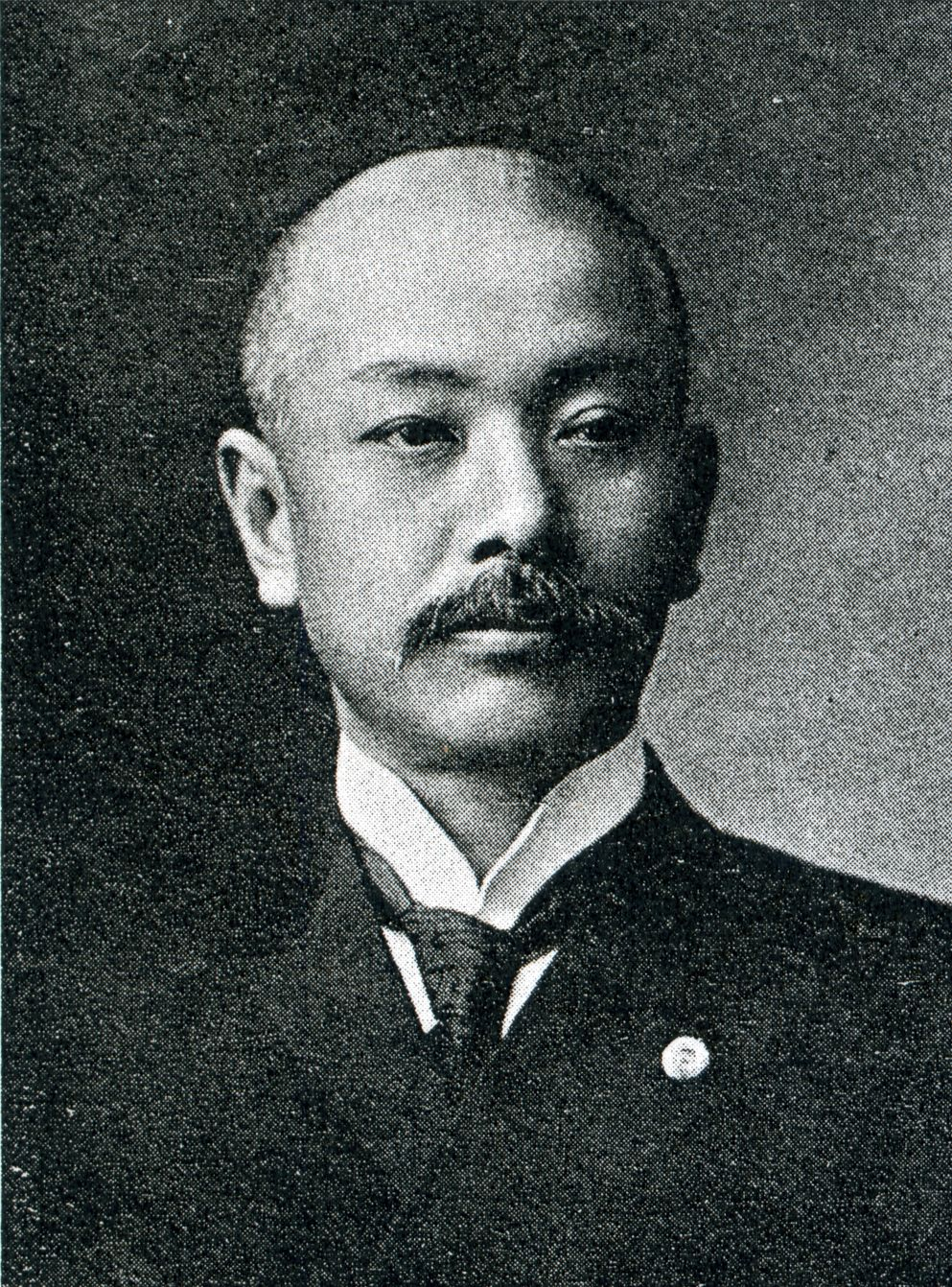
本田恒之

本田 恒之（ほんだ つねゆき、文久2年4月14日（1862年5月12日） - 昭和9年（1934年）2月4日）は、日本の衆議院議員（立憲国民党→立憲同志会→憲政会→立憲民政党）、弁護士。

## 経歴
肥前国高来郡島原町に下田寛平の三男として生まれる。1882年（明治15年）、本多源吉の養子となった。専修学校（現在の専修大学）法律経済科を卒業し、弁護士となった。初めは東京市日本橋区に開業したが、後に長崎市に移った。長崎市会議員、長崎県会議員を経て、1912年（明治45年）の第11回衆議院議員総選挙に出馬し、当選。以後7回当選を重ねた。
加藤高明内閣・第1次若槻内閣で司法政務次官を務めた。